# Versényi Ida
Versényi Ida (Sülelmed, Románia, 1921. február 10. – Budapest, 1992. április 21.) Jászai Mari-díjas magyar színművésznő, érdemes művész, rendező, színészpedagógus, egyetemi tanár.

## Életpályája
1944-ben végezte el a Zeneakadémiát. 1941 és 1945 között Kolozsváron, 1947–1948-ban Szegeden játszott, ahol négy bemutatója volt, ekkor Debrecenbe szerződött, itt azonban nem kapott szerepet, de itt rendezett először, majd a Nemzeti Színházba hívták segédrendezőnek, játékmesternek és egy alkalommal színpadra is léphetett.
Három évig volt tagja a Budapesti Operettszínháznak, itt azonban sem rendezői, sem színészi feladatot nem kapott. 1957-ben a Szegedi Nemzeti Színház rendezője lett. Vaszy Viktor alkotótársaként bontakozott ki rendezői karrierje. Itt  klasszikus operák mellett számos magyarországi ősbemutatót színpadra állított, valamint lehetőséget kapott balett, operett és prózai előadások rendezésére is.
1950-től a Színház- és Filmművészeti Főiskola zenés mesterség tanára, egyetemi docense. Az intézménynél eltöltött négy évtized alatt színészgenerációk tanára, mentora volt, a magyar színészpedagógia legnagyobbjai között tartják számon. Tanítványait több alkalommal rendezte, kétszer színpadra is lépett velük.
Jelentős rendezői és pedagógusi munkássága ellenére nevét inkább A tanú és az Abigél című filmekben nyújtott alakításai tették ismertté.

## Színházi munkáiból
A Színházi adattárban regisztrált bemutatóinak száma: színész-7; rendező-95.

### Szerepek
- Móricz Zsigmond: Légy jó mindhalálig (Ilonka)[6]
- Shakespeare:
  - A Szentivánéji álom (Hippolita)
  - A Lear király (Goneril)
- Gogol: Leánynézők (Arina Pantyelejmonovna)
- Csokonai Vitéz Mihály: Özvegy Karnyóné és a két szeleburdiak (Tündér)
- Lorca: Donna Rosita avagy Virágnyelv (vénkisasszonyok anyja)
- James Kirkwood – Nichola Dante: Michael Bennett emlékére[7] (Kim)

### Rendezések
- Debreceni Csokonai Színház
  - Ifj. Johann Strauss: A cigánybáró[8]
  - Kodály Zoltán: Háry János
  - Ábrahám Pál: Viktória

| - Szegedi Nemzeti Színház - Csajkovszkij: - Anyegin) - A pikk dáma - Offenbach: Hoffmann meséi - Gounod: Faust - Wagner: - A bolygó hollandi - Tannhäuser - Puccini: - A Nyugat lánya - Turandot - Tosca - Pillangókisasszony - Bohémélet - Verdi: - Don Carlos - Nabucco - A szicíliai vecsernye - A végzet hatalma - Rigoletto - A trubadúr - Simon Boccanegra - Az álarcosbál - Macbeth | - Szegedi Nemzeti Színház - Bartók Béla: A kékszakállú herceg vára - Mozart: - A varázsfuvola - Idomeneo - Don Giovanni - Beethoven: Fidelio - Bellini: Norma - Prokofjev: Három narancs szerelme - Borogyin: Igor herceg - Bizet: Carmen - Farkas Ferenc: A bűvös szekrény - Erkel Ferenc: Sarolta - Bródy Sándor: A tanítónő - Shaw: Pygmalion - Molière: A nők iskolája - Hubay Miklós: Fiatal nők kékben és pirosban - Vincze Ottó–Tabi László–Erdődy János: Párizsi vendég - Lehár Ferenc: A víg özvegy - Mihail Sebastian: A Névtelen csillag - Ábrahám Pál: Bál a Savoyban - Dankó Pista-Vaszy Viktor-Dékány András-Baróti Géza: Dankó Pista - Huszka Jenő: Mária főhadnagy - Eisemann Mihály: Egy csók és más semmi - Fényes Szabolcs: Maya |

- A Színház- és Filmművészeti Főiskolán
  - Arthur Silivan: A házasságszédelgő
  - Gershwin: Porgy és Bess
  - Puccini: A köpeny
  - Daniel-François-Espirit Auber, Eugène Scribe: Fra Diavolo, a rablók királya
  - Mitch Leigh: A La Mancha lovagja
  - Nacio Herb Brown: Ének az esőben
  - Kodály Zoltán: Székely fonó[11]
- Kaposvári Csiky Gergely Színház
  - Johann Strauss: A bécsi diákok

## Filmjei
- 1994 – Megint tanú
- 1988 – Titánia, Titánia, avagy a dublőrök éjszakája
- 1987 – Utolsó kézirat
- 1984 – Boszorkányszombat
- 1981 – Operabál 13.
- 1981 – Mephisto
- 1980 – A svéd, akinek nyoma veszett
- 1980 – A téglafal mögött
- 1978 – Abigél
- 1977 – Pókfoci
- 1975 – Ereszd el a szakállamat!
- 1975 – Felelet
- 1972 – Forró vizet a kopaszra!
- 1972 – Hekus lettem
- 1972 – A legszebb férfikor
- 1971 – Szerelem
- 1969 – A tanú